# Tularosa-medence

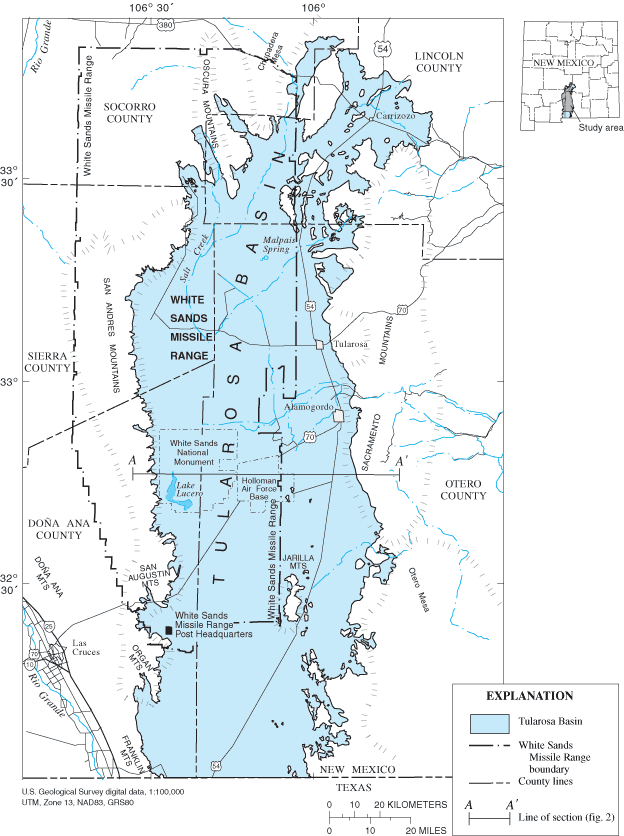
A Tularosa-medence térképe

A Tularosa-medence egy árkos medence Új-Mexikó déli területén (Otero, Sierra, Lincoln és Doña Ana megyékben) és Texas nyugati sarkában. A Rio Grande-től keletre helyezkedik el, a Chihuahuan-sivatagban.

## Települések
- Alamogordo
- Alvarado
- Boles Acres
- Carrizozo
- Coane
- Desert
- Elwood
- Estey City
- Holloman AFB
- Kearney
- La Luz
- Lovelace
- Monista
- Omlee
- Orogrande
- Oscura
- Point of Sands
- Polly
- Salinas
- Three Rivers
- Tularosa
- Turquoise
- Valmont
- White Sands

## Galéria
- A medence a Nemzetközi Űrállomásról
- A medence, a Jornada del Muerto vulkánnal a háttérben
- North Mound
- A White Sands Rakétakísérleti Telep, ahol az első kísérleti atomrobbantást végezték